# Barbara av Portugal
Maria Madalena Barbara Xavier Leonor Teresa Antónia Josefa av Portugal, född 4 december 1711, död 27 augusti 1758, var en spansk drottning, gift med kung Ferdinand VI av Spanien.

## Biografi
Barbara var äldsta barn till kung Johan V av Portugal och Maria Anna av Österrike och tronföljare i Portugal 1711-13 innan hennes bror föddes. Hon var intresserad av musik, elev till Domenico Scarlatti och spelade klaviatur. 
1729 arrangerades hennes äktenskap med kronprins Ferdinand parallellt som hennes bror giftes bort med hennes blivande mans syster. Hon blev drottning 1746. Äktenskapet var barnlöst men blev lyckligt, då paret delade intresset för särskilt musiken. Scarlatti hade följt henne till Spanien och skrev kompositioner för henne, och Barbara var värdinna för många konserter. Barbara beskrivs som söt då hon växte upp, men hon blev snart överviktig och led allt värre av astma, vilket orsakade hennes död 1758.